# Libri Quattuor Sententiarum
I Quattro Libri delle Sentenze (Libri Quattuor Sententiarum o Sententiae) è un trattato di teologia scritto da Pietro Lombardo nel dodicesimo secolo. Essa è una raccolta sistematica di teologia, scritta intorno al 1150; il nome deriva dalla sententiae o dichiarazioni autorevoli sui passi biblici che l'opera ha riunito.

## Origine e caratteristiche
I Libri delle Sentenze avevano il loro precursore nelle glosse (una spiegazione o l'interpretazione di un testo biblico) dei maestri che tenevano lezioni utilizzando la traduzione latina di San Girolamo della Bibbia (Vulgata). Una glossa poteva riguardare la sintassi o la grammatica, o potrebbe essere su qualche punto difficile della dottrina. Queste glosse, tuttavia, non erano continue, ma erano collocate tra le righe o ai margini del testo biblico stesso.
Lombardo ha fatto un ulteriore passo in avanti, ha raccolto testi provenienti da varie fonti (come ad esempio la Scrittura, Agostino d'Ippona, e altri Padri della Chiesa) e compilandole in un insieme coerente. Per ottenere questo risultato, Lombardo ha dovuto affrontare due problemi: in primo luogo, quello di escogitare un ordine per il suo materiale, perché la teologia sistematica non era stata ancora costituita come disciplina, e in secondo luogo, trovando il modo di conciliare le differenze dottrinali tra le sue fonti. Sic et non di Pietro Abelardo ha fornito l'ispirazione fondamentale per queste attività.
Lombardo ha organizzato il suo materiale dalla Bibbia e dai Padri della Chiesa in quattro libri, poi suddividendo ulteriormente questo materiale in capitoli. Probabilmente tra il 1223 e il 1227, Alessandro di Hales ha raggruppato i molti capitoli dei quattro libri in un numero minore di "distinzioni". In questa forma, il libro è stato ampiamente adottato come libro di testo teologico in epoca alto e tardo Medio Evo (il XIII, XIV e XV secolo). Un commento alle "Sentenze" è stato richiesto da ogni magister di teologia, e faceva parte del sistema di esame. Alla fine delle lezioni sul lavoro di Lombardo, uno studente poteva chiedere lo status di laureato all'interno della facoltà di teologia.
L'importanza dei libri delle Sentenze nella teologia medievale e filosofia sta in misura significativa nel quadro complessivo che essi forniscono al dibattito teologico e filosofico. Tutti i grandi pensatori della scolastica, come Tommaso d'Aquino, Guglielmo di Occam, Bonaventura da Bagnoregio, e Duns Scoto, scrissero commenti alle Sentenze. Ma queste opere non erano esattamente commenti, perché le Sentenze erano in realtà una raccolta di fonti, e Pietro Lombardo ha lasciato molte questioni aperte, dando agli studiosi successivi l'opportunità di fornire le proprie risposte.

## I Libri
Se questa collezione non è la prima del suo genere, è la più chiara e ordinata di tutte coloro che ci sono pervenute. Inoltre, è rapidamente diventato un trattato fondamentale, uno dei fondamenti della scolastica e dell'evoluzione della teologia nel XIII secolo. Non sarà sostituito che nel XVI secolo, nel ciclo di studi universitari, dalla Summa Theologiae di Tommaso d'Aquino.
La collezione è composta da quattro libri con 182 "Sentenze". Il primo (48 "Sentenze") tratta della Divinità (Trinità, Prescienza, Provvidenza, Onnipotenza). Il secondo (44 "Sentenze") della Creazione (la materia, i sei giorni della creazione, l'uomo, il peccato, la grazia). Il terzo (40 "Sentenze") discute dell'Incarnazione e della Redenzione (Virtù teologali, le leggi morali e civili, Comandamenti, incarnazione, redenzione e la natura di Cristo). Il quarto (50 "Sentenze") tratta dei Sacramenti e il fine ultimo (la Risurrezione, la Beatitudine futura). Così viene stabilito il piano di studi teologici fino al Rinascimento e oltre.
Contrariamente alla credenza comune, il libro di Lombardo è più che una raccolta di opere dei Padri della Chiesa. Tentando prima di tutto di fissare la dottrina cristiana sulla base di un gran numero di autorità (la Bibbia, Agostino d'Ippona, Sant'Ambrogio e Ilario di Poitiers sono i più citati. Giovanni Damasceno è citato per la prima volta in un'opera in latino), Lombardo utilizza il metodo delle distinzioni per esporre sotto la forma di articoli divisi e suddivisi l'insieme dei dogmi.
Disprezzando la dialettica e i dialettici che considera « chiacchieroni irrefrenabili più vanitosi che capaci », tuttavia utilizza sottili distinzioni al fine di riconciliare delle autorità in campi opposti. In tal modo, esso fornisce soluzioni intelligenti, coerente con la tradizione e i decreti dei concili; da allora sono diventate di competenza canonica questioni che all'epoca erano ancora controverse.
Sulla questione della Divinità, egli pensa che tutto è in Dio sotto forma di onniscienza, della conoscenza e della prescienza. Ma se la conoscenza e la prescienza sono nell'essenza divina, non tutto ciò che è nella conoscenza e la prescienza deve essere nella sua essenza. Così, il male è da lui escluso dall'essenza divina. 
Allo stesso modo, se Dio è potere divino assoluto, in presenza e essenza in tutta la realtà, tutta la realtà non è in lui. Così, la materia stessa si trova esclusa dall'esistenza di Dio. Inoltre, se Dio è onnisciente e onnipresente, non è definito da un luogo. È sempre, in ogni momento, ma il cambiamento non è in lui, ecc.
Per quanto riguarda l'onnipotenza divina, è contro il pensiero di Pietro Abelardo che Dio non vuole tutto quello che può. Naturalmente, tutto ciò che Dio vuole è in suo potere, ma non necessariamente vuole tutto quello che è in suo potere. Così, la necessità, ciò che è ritenuto necessario dagli uomini, è esclusa dalla onnipotenza. Dio fa quello che vuole liberamente.
Sulla questione della doppia natura, umana e divina di Cristo, il pensiero di Lombardo (contro Ugo di San Vittore che dice che la sapienza umana e divina si uniscono nel Verbo divino) che Gesù incarna in sé tutto quello che è a conoscenza del Padre, ma non può comprenderlo tanto distintamente quanto Lui, in virtù della materia sensibile che lo riveste. La Sapienza divina di Cristo è confermata insieme alla kenosis e ai suoi effetti reali. Tutto questo sembra ovvio, oggi, ma era ancora ben lungi dall'esserlo nel XII secolo.

## Importanza ed eredità
Pietro Lombardo ebbe una disputatio con Gioacchino da Fiore sulla dottrina della Trinità. Nel 1215, al Concilio Lateranense IV papa Innocenzo III condannò Gioacchino, approvando espressamente le Sententiae. 
La raccolta divenne in seguito uno dei libri di maggior successo nella teologia medievale. Nel frattempo, la Sorbona era divenuto il centro più importante della teologia scolastica.
Alessandro di Hales fu uno dei primi a tenere una lectio magistralis basata sulle Sentenze dopo il 1220. Da allora, una lezione sulle Sentenze del Lombardo fu una tappa obbligatorio nel percorso di studi universitario in teologia. Di solito, coincideva con la prima lezione indipendente del magister e costituiva spesso anche un'opera fondamentale per ulteriori riflessioni (Alberto Magno, san Bonaventura, Tommaso d'Aquino, Giovanni Duns Scoto, Guglielmo di Ockham). Ogni studente doveva ascoltare una lezione sulle Sentenze e, viceversa, ogni futuro teologo doveva tenere una lezione su di esse. Pertanto, esistono numerosi commenti, per lo più redatti a mano.
Le lezioni delle Sentenze furono tenute fino al XVI secolo, ad esempio da Martin Lutero nell'anno 1509/1510. I relativi documenti sono conservati a Erfurt.